# 政策
政策（英語：Policy）是經過仔細規劃的指導方針系統，用於指導決策和實現合理的結果。政策是意向聲明，並作為程序或協議實施。政策通常由組織內的治理機構採用。政策可以協助主觀和客觀的決策制定。用於主觀決策的政策通常協助高級管理層做出必須基於許多因素的相對優點的決策，因此通常很難客觀地測試，例如工作與生活平衡政策。此外，政府和其他機構制定了法律、法規、程序、行政行為、激勵措施和自願實踐等形式的政策。通常，資源分配反映政策決定。
政策是組織活動的藍圖，這些活動本質上是重複的/例行的。
相比之下，協助客觀決策的政策通常在本質上是可操作的，並且可以客觀地進行測試，例如密碼政策。
該術語可能適用於政府、公共部門組織和團體以及個人，總統行政命令、公司隱私政策和議會議事規則等，它們都是政策的例子。 政策不同於規則或法律。 雖然法律可以強制或禁止行為（例如，法律要求對收入繳稅），但政策僅將行動引導至最有可能實現預期結果的行為。
在政治學中，政策是指政治的三個維度之一，與政治過程和政體（結構）並列。政策代表內容維度，例如具體的政治舉措或要實現的目標。
政策領域分析或政策研究屬於政治學領域，它更密切地研究政策的內容、發展和後果。 1976年，美國政治學家Thomas R. Dye 這樣描述研究重點：“政府做什麼，為什麼做，以及它帶來何種改變”。
政策一詞在商業領域有不同的含義，它意味著內部指南，而在資訊產業中它意味著框架法規。

## 政策週期
在政治學中，政策週期是用於分析政策發展的工具。它也可以稱為“階段模型”或“階段啟發式”。因此，它是一種經驗法則，而不是政策制定的實際情況，但對政治科學家如何看待政策產生了影響。 它是從哈羅德·拉斯威爾的著作中發展而來的理論。它被稱為政策週期，因為最後階段（評估）通常會回到第一階段（問題定義），從而重新開始循環。
拉斯韋爾的政策週期模型將這一過程分為七個不同的階段，提出了應該如何以及為何制定公共政策的問題。 先後分別是intelligence、推廣、prescription、invocation、應用、終止、評估。這個過程本質上試圖結合政策落實制定的政策目標。
James E. Anderson 在其論著 Public Policy-Making 之1974年版本描述了以下階段：
1. 議程設置與問題識別—將某些主題識別為需要政府進一步關注的問題，了解其成為公共問題之原因，並將其安排進政府的議程。
2. 政策形成—涉及探索可用於解決問題的各種選擇或替代行動方案；同時探討制定過程之參與者為何。（評估、對話、制定和鞏固）
3. 決策/採用—自多個行動方案中選擇適用者，透過程序使之取得合法性，包含考慮是維持現有政策還是進行改變。（決定可以是“積極的”、“消極的”或“不採取行動”）
4. 實行—透過公權力之運用將政策付諸實行，同時仰賴各種條件（如標的人口或執行資源）之配合。關注政策執行之利害關係人、採取之具體行動措施，以及該些措施是否遵循原始政策內容之規劃範圍和項目。
5. 評估—在執行終了後透過程序評量過程中之作為，檢視是否達到預定目標（若否，探討原因為何）。關注如何衡量政策之效果和影響、政策評估者為何、評估結果為何、有無改變或廢止政策之要求等。根據公共政策的意圖和結果來評估其有效性。政策參與者試圖藉由檢查其影響和結果來確定行動過程是成功還是失敗。

Anderson 該版本的階段模型被廣泛認可。 但是，它也可以被視為有缺陷。根據 Paul A. Sabatier 的說法，該模型已經“失去效用”而應被替換。該模型的問題導致了一種矛盾的情況，即當前的研究和模型的更新版本繼續依賴Anderson創建的框架。但是階段模型的概念已被質疑，它攻擊循環作為啟發式的地位。
由於這些問題，該模型的替代版本和更新版本旨在創建更全面的政策週期視圖。Peter Bridgman 和Glyn Davis 在 The Australian Policy Handbook 中詳細制定了一個八步政策週期：
1. 問題識別
2. 政策分析
3. 諮詢（貫穿全過程）
4. 政策工具開發
5. 建立協調和聯盟
6. 計畫設計：決策
7. 政策執行
8. 政策評估

## 類型
美國政治學家 Theodore J. Lowi 提出了分配型、再分配型、管制型和憲政型四種政策。政策涉及組織的意圖，無論是政府的、企業的、專業的還是自願的。政策旨在通過指導所做的決定來影響“真實”世界。 無論是否正式成文，大多數組織都已經確定了政策。
政策可以按許多不同的方式分類。 以下是按對組織成員的影響細分的幾種不同類型政策的示例。

### 分配性政策
分配政策將商品和服務擴展到組織成員，並在組織成員之間分配商品/服務的成本。示例包括影響福利支出、公共教育、高速公路和公共安全的政府政策，或專業組織的福利計劃。

### 管制性政策
監管政策或指令限制個人和機構的自由裁量權，或以其他方式強制某些類型的行為。 這些政策通常被認為在良好行為很容易定義，並且不良行為很容易通過罰款或制裁進行監管和懲罰時應用得最好。 一個相當成功的公共監管政策的例子是高速公路限速。

### 憲政政策
憲政政策創造行政權力實體，或處理法律。 在某些情況下，憲政政策也涉及財政政策。 憲法確立行政權力及法律效力（如法律的約束力），亦是平均人權、個人自由及行政、立法機關管治民眾的合法性的依據。

### 重分配政策
政策是動態的；它們不僅僅是目標或法律的靜態列表。必須實施政策藍圖（英語：Policy blueprint），往往會產生意想不到的結果。社會政策是指實施時“實地”發生的事情，以及決策制定或立法階段發生的事情。
當使用政策作術語時，它還可以指：
- 官方政府政策（規定法律應如何實施的立法或指南）
- 政治宣言和小冊子中的廣泛思想和目標
- 公司或組織關於特定主題的政策。 例如，一家公司的平等機會政策表明，該公司旨在平等對待所有員工。

組織實際採取的行動通常可能與規定的政策有很大差異。 這種差異有時是由於政策上的政治妥協造成的，而在其他情況下，則是由於政策執行不力造成的。 實施政策可能會產生意想不到的結果，因為政策的影響範圍比最初制定要解決的問題更廣。 此外，選擇性或特殊的政策執行可能會產生不可預測的結果。

## 子領域示例
- 企業政策
- 溝通與資訊政策
- 人力資源政策
- 隱私權政策
- 公共政策
- 公共政策法定原則政策
- 國防政策
- 外交政策
- 國內事務政策
- 經濟政策
- 總體經濟政策
- 貨幣政策
- 財政政策
- 教育政策
- 衛生政策
- 能源政策
- 環境政策
- 森林政策
- 水資源政策
- 人口政策
- 科學政策
- 安全政策
- 社會政策
- 都市計畫政策
- 運輸政策

## 歸納
當代的政策制定或決策制定方式可能取決於“破壞制度上根深蒂固的政策均衡”的外源性衝擊，並且在充分預防和解決問題方面可能並不總是有效，尤其是在政策不受歡迎、對有影響力的實體進行監管時既得利益者，需要國際協調和非被動的戰略長期思考和管理。 從這個意義上說，“反應性排序”是指“序列中的早期事件啟動一系列因果關聯的反應和反反應，從而觸發後續發展的概念”。 這是一個獨立於政策排序的概念，因為後者可能需要多方在不同階段採取行動以推進該順序，而不是最初的“衝擊”、強制施加或事件鏈的催化。
在現代高度互聯的世界中，多中心治理變得越來越重要—這“需要來自公共、私營和志願部門的多層次和不同類型的組織的複雜組合，這些組織具有重疊的責任領域和職能能力”。 政策的關鍵組成部分包括命令和控制措施、賦能措施、監測、誘因和抑制措施。
以科學為基礎的政策，與更狹義的循證政策概念相關，可能也變得更加重要。一項關於世界範圍內污染作為主要死亡原因的審查—發現進展甚微，表明成功控制污染、氣候變化和生物多樣性喪失等聯合威脅需要一個全球性的、“正式的科學-政策互動介面”，例如“告知干預、影響研究和指導資助”。 從廣義上講，科學-政策互動介面包括政策中的科學和針對政策的科學。

## 参看
- 鐵三角 (政治學)
- 奧弗頓之窗
- 政策研究
- 方案評估
- 公共行政學
- 公共衛生
- 公共服務
- 社會契約
- 社會福利
- 社會工作
- 智庫
- 政策企業家
- 政策研究
- 政策合法化
- 政策分析

## 外部連結
- Policy Studies Organization （页面存档备份，存于）
- United States Foreign Policy （页面存档备份，存于）